# ليزا بورغس
ليزا بورغس (بالإنجليزية: Liza Burgess)‏ هي لاعبة اتحاد الرغبي بريطانية، ولدت في 24 مارس 1964 في نيوبورت في المملكة المتحدة.